# 山野上氏擬鯥
山野上氏拟鯥也作上野氏擬鯥，是发光鲷科擬鯥屬一种，分布于太平洋和印度洋海域。模式产地为台湾屏东县东港镇，种加词源自日本学者山野上祐介的姓氏，以纪念其对发光鲷鱼类研究的贡献。

## 形态特征
体长64-109毫米。体较宽，头背强烈隆起，吻尖。臀鳍Ⅱ+7。胸鳍具有14—15条鳍条，其长度是体长的23.5—26.5%。鳃耙14—16。伪鳃鳃丝18—23。臀鳍第一鳍担骨中等长度，直，顶端宽且中空。犁骨三角形，具V形齿列，前部犁骨齿退化缩小，后部两侧各有一枚犬牙。腭骨窄，具1—2行颗粒状齿。外翼骨宽短，具有3—6行颗粒状齿。眼径为体长的11.0—12.8%。前鳃盖骨具小棘或光滑。耳石致密，长与高之比为1.55—1.65，边缘锯齿状，后部尤其明显。